# Rhadinaea forbesi
Rhadinaea forbesi — вид змій родини полозових (Colubridae). Ендемік Мексики.

## Поширення і екологія
Rhadinaea forbesi мешкають в горах Східної Сьєрра-Мадре в штаті Веракрус. Вони живуть в сосново-дубових лісах. Зустрічаються на висоті від 518 до 1500 м над рівнем моря. Ведуть наземний, риючий спосіб життя. Відкладають яйця.